# Hamcearca
Hamcearca è un comune della Romania di 1 501 abitanti, ubicato nel distretto di Tulcea, nella regione storica della Dobrugia. 
Il comune è formato dall'unione di 4 villaggi: Balabancea, Căprioara, Hamcearca, Nifon.